# Ușor poate oricine
Ușor poate oricine este un film românesc din 2012 regizat de Paul Mureșan.

## Distribuție
Distribuția filmului este alcătuită din:
- Marcel Iureș — voce